# Donald Dungan Dod
El reverendo Donald Dungan Dod (10 de octubre de 1912, Kansas City (Misuri)-1 de abril de 2008, Virginia Occidental) fue un misionero y orquideólogo estadounidense.

## Vida
Estudió en el Long Beach Junior College y se graduó en la Universidad de California, Berkeley, con especialidad en Química. Después de una temporada en la industria petrolera entró en el Seminario Teológico de San Francisco en San Anselmo, California, donde conoció a su futura esposa Annabelle Jean Stockton (alias «Tudy»). Ambos se graduaron con el grado de Master en Teología y en Educación Cristiana, respectivamente.
En 1946 los Dods se establecieron con un ministerio presbiteriano en El Guacio, al occidente de Puerto Rico, que incluía, entre otras muchas actividades como una clínica de salud, un programa de trabajo social y en salud pública. Durante sus 17 años de estadía en Puerto Rico, se “enamoraron de la flora y fauna de Puerto Rico”. Mientras Tudy se interesó en las aves, Donald se especializó en orquideología, descubrió más de cincuenta especies nuevas de orquídeas y aprendió los rudimentos del latín botánico.
Se mudaron a la República Dominicana en 1964, permaneciendo allí hasta su retiro en 1988. Continuando con sus actividades variadas como ministro y trabajador social, Donald Dod se convirtió en instrumental, entre otras causas, en la creación del Jardín Botánico y del Museo de Historia Natural de Santo Domingo, y en la creación de reservas naturales en la isla.
Donald Dod fue un investigador asociado al Departamento de Botánica en la Universidad de California, Berkeley.
- La abreviatura «Dod» se emplea para indicar a Donald Dungan Dod como autoridad en la descripción y clasificación científica de los vegetales.[1]

## Honores
Los Dods fueron hechos Caballeros de Colón, el máximo galardón civil de la República Dominicana.

### Epónimos
Ha sido homenajeado en el nombre del parque nacional Donald Dod, como así también en las siguientes especies:
- (Asteraceae) Gnaphalium dodii Levyns[2]
- (Brassicaceae) Heliophila dodii Schltr.[3]
- (Bruniaceae) Staavia dodii Bolus[4]
- (Crassulaceae) Crassula dodii Schönland & Baker f.[5]
- (Cyperaceae) Chrysithrix dodii C.B.Clarke[6]
- (Cyperaceae) Chrysithrix dodii C.B.Clarke[7]
- (Ericaceae) Erica dodii Guthrie & Bolus[8]
- (Geraniaceae) Pelargonium dodii Schltr. ex Knuth[9]
- (Iridaceae) Exohebea dodii (G.J.Lewis) R.C.Foster[10]
- (Iridaceae) Hebea dodii G.J.Lewis[11]
- (Iridaceae) Tritoniopsis dodii (G.J.Lewis) G.J.Lewis[12]
- (Orchidaceae) Epidendrum dodii L.Sánchez & Hágsater[13]
- (Orchidaceae) Lepanthopsis dodii Garay[14]
- (Orchidaceae) Psychilis dodii Sauleda[15]
- (Orchidaceae) Schiedeella dodii Burns-Bal.[16]
- (Orchidaceae) Specklinia dodii (Garay) Luer[17]
- (Poaceae) Arrhenatherum dodii (Stapf) Potztal[18]
- (Poaceae) Avenastrum dodii Stapf[19]
- (Poaceae) Ehrharta dodii Stapf[20]
- (Poaceae) Helictotrichon dodii (Stapf) Schweick.[21]
- (Polygalaceae) Muraltia dodii Schltr.[22]
- (Polygalaceae) Polygala dodii Schltr.[23]
- (Proteaceae) Serruria dodii E.Phillips & Hutch.[24]
- (Restionaceae) Hypodiscus dodii Mast.[25]
- (Restionaceae) Restio dodii Pillans[26]
- (Rhamnaceae) Phylica dodii N.E.Br.[27]
- (Rutaceae) Agathosma dodii Dümmer[28]

y nombradas por Annabelle Dod
- (Orchidaceae) Epidendrum annabellae Nir[29]
- (Polypodiaceae) Dendroconche annabellae Copel.[30]
- (Polypodiaceae) Pleopeltis annabellae Alderw.[31]
- (Polypodiaceae) Polypodium annabellae Forbes[32]
- (Zingiberaceae) Alpinia annabellae Ridl.[33]
- (Orchidaceae) Lepanthes tudiana Hespenh. & Dod[34]
- (Orchidaceae) Psychilis × tudiana (Dod) Sauleda[35]

## Algunas publicaciones

### De Donald Dod
- Dod, D.D. 1976 Orquideas Dominicanas nuevas 1. Moscosoa 1:50-54.
- ----. 1971 Orquideas Dominicanas nuevas. Moscosoa 1:39-54.
- ----. 1978 Orquideas dominicanas nuevas 3. Moscosoa 1:49-63.
- ----. l983 Orquideas (Orchidaceae) Dominicanas nuevas para la Espaniola y otras notas 4. Moscosoa 2:2-18.
- ----. 1984 Quisqueya: a new and endemic genus from the island of Hispaniola 1. Bol. Soc. Dominicana de Orquideologia. 2:40-52.
- ----. 1984 Orquideas (Orchidaceae) Dominicanas nuevas para la Espaniolla y otras notas 5. Moscosoa 3:100-120.
- ----. 1984 Quisqueya: a new and endemic genus from the island of Hispaniola 2. Bol. Soc. Dominicana de Orquideologia. 3:16-30.
- ----. 1986 Orquideas (Orchidaceae) Dominicanas nuevas à la ciencia, endemicas en la Hispaniola. Moscosoa 4:133-187.
- ----. 1993 Orquideas (Orchidaceae) Dominicanas nuevas para la Espaniola y otras notas 8. Moscosoa 7:153-155.
- ----. 1993 Orquideas (Orchidaceae) nuevas para la ciencia, endemicas de la Espaniola. 3. Moscosoa 7:157-165.
- ----. 1993 El género Epidendrum (Orchidaceae) de la Espaniola: Introducción y clave. 3. Moscosoa 7:167-170.
- Hespenheide, ha; dd Dod. 1990 El género Lepanthes (Orchidaceae) de la Española 2. Moscosoa 6:167-195

### De Annabelle Jean Stockton de Dod
- Annabelle S Dod Endangered and endemic birds of the Dominican Republic. Cypress House, Fort Bragg, CA.1992.:
- ----. Guía de campo para las aves de la República Dominicana Museo Nacional de Historia Natural, 2002. Santo Domingo, R. D.
- ----; José Osorio, laura Rathe de Cambiaso. Aves de la República Dominicana. Museo Nacional de Historia Natural, 1978. Santo Domingo